# De ortu et causis subterraneorum
«De ortu et causis subterraneorum» («Про підземну діяльність») — книга Ґеорґіуса Аґріколи, німецького вченого епохи Відродження, видана в 1544 році. Віддзеркалює ідеї щодо процесів які відбуваються у надрах землі базуючись на віруваннях та переконаннях XVI століття. Ця праця окреслила численні поняття теорій формування рудних родовищ, обґрунтовує концепцію походження підземних вод, представляє ідеї щодо процесів та явищ у гідросфері, атмосфері й літосфері. Крім того, у книзі представлено огляд думок, поглядів античних мислителів щодо явищ природи.
Український переклад О.Тимощука побачив світ 2021 року.